# Arthur et les Minimoys (livro)
Arthur et les Minimoys (publicado como Artur e os Minimeus em Portugal) é primeiro livro da série Artur e os Minimeus, autoria dos franceses Luc Besson e Céline Garcia.
Em 2006 foi lançada uma versão cinematográfica homónima.